# Athetis elongata
Athetis elongata là một loài bướm đêm trong họ Noctuidae.